# Estat de trànsit

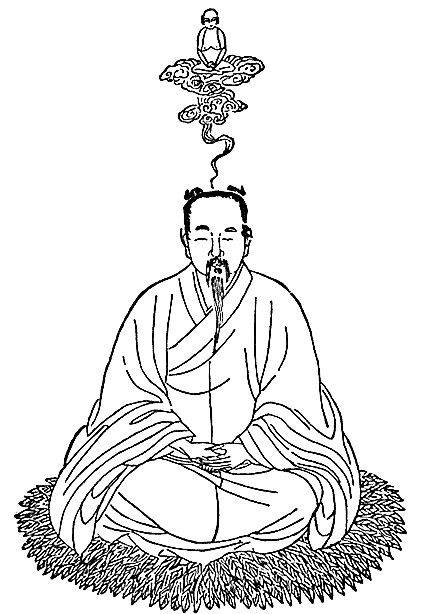
"La separació de l'esperit del cos" il·lustració del llibre el Secret de la Flor d'Or, un manual xinès vers l'alquímia i la meditació

Estat de trànsit és un terme utilitzat en metapsíquica per a indicar una condició o un estat psicofisiològic especial, típic de les mèdiums i altres persones durant les sessions d'espiritisme. Molt semblant a l'estat hipnòtic i al somnambulisme, l'estat de trànsit encara no és prou conegut. Sol comportar una notable dissociació de personalitat, així com una gran varietat de fenòmens paranormals.
En antropologia el trànsit és la dissociació simbòlica de la consciència en què el cos apareix com a pont entre el món terrenal i el món sobrenatural. En l'estudi antropològic s'analitza com aquests estats es manifesten de maneres distintes d'acord amb els contextos culturals de cada societat.
Tenint en compte com es considera que l'individu assoleix l'estat de trànsit s'esdevenen dues opcions:
- Una (o més) entitat aliena investeixen el cos de la persona d'aquest estat (possessió, estat mediúmic)
- La persona pren una manifestació espiritual per accedir al món dels esperits (xamanisme)